# Бахфелд
Бахфелд (њем. Bachfeld) општина је у њемачкој савезној држави Тирингија. Једно је од 16 општинских средишта округа Зонеберг. Према процјени из 2010. у општини је живјело 493 становника. Посједује регионалну шифру (AGS) 16072001.

## Географски и демографски подаци
Бахфелд се налази у савезној држави Тирингија у округу Зонеберг. Општина се налази на надморској висини од 415 метара. Површина општине износи 10,5 km². У самом мјесту је, према процјени из 2010. године, живјело 493 становника. Просјечна густина становништва износи 47 становника/km².